# Eugenie Anderson

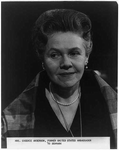
Eugenie Anderson (1960)

Helen Eugenie Moore Anderson (Geburtsname: Helen Eugenie Moore; * 26. Mai 1909 in Adair, Iowa; † 31. März 1997 in Red Wing, Minnesota) war eine US-amerikanische Politikerin der Demokratischen Partei und Diplomatin, die zwischen 1949 und 1953 Botschafterin in Dänemark war und damit nach Ruth Bryan Owen, die zwischen 1933 und 1936 Gesandte in Dänemark war, die zweite Frau als Leiterin einer US-amerikanischen diplomatischen Vertretung sowie die erste Frau im Range einer Botschafterin der Vereinigten Staaten. Sie war später von 1962 bis 1964 auch Gesandte in Bulgarien.

## Leben
Helen Eugenie Moore, Tochter des methodistischen Geistlichen Ezekiel Arrowsmith Moore und dessen Ehefrau Flora Belle McMillen Moore, besuchte von 1926 bis 1927 das Stephens College in Columbia, zwischen 1927 und 1928 das Simpson College in Indianola sowie von 1929 bis 1930 das Carleton College in Northfield. Am 26. Oktober 1930 heiratete sie John Pierce Anderson und nahm dessen Namen an. Nach Ende des Zweiten Weltkrieges begann sie ihr politisches Engagement in der Demokratischen Partei und war zwischen 1946 und 1949 Vize-Vorsitzende der Minnesota Democratic-Farmer-Labor Party (Minnesota DFL). Sie war ferner 1948 Delegierte für Minnesota bei der Democratic National Convention (DNC), dem Parteitag der Demokratischen Partei, sowie von 1948 bis 1949 für Minnesota auch Mitglied im Democratic National Committee, dem Führungsorgan der Partei.
Am 20. Oktober 1949 wurde Eugenie Anderson zur Außerordentlichen und Bevollmächtigten Botschafterin in Dänemark berufen und übergab dort am 22. Dezember 1949 ihr Akkreditierungsschreiben. Sie war damit nach Ruth Bryan Owen, die zwischen 1933 und 1936 Gesandte in Dänemark war, die zweite Frau als Leiterin einer US-amerikanischen diplomatischen Vertretung sowie die erste Frau im Range einer Botschafterin der Vereinigten Staaten. Sie verblieb auf diesem Posten bis zum 19. Januar 1953 und wurde dann von Robert Douglas Coe abgelöst. Für ihre Verdienste um die US-amerikanisch-dänischen Beziehungen wurde ihr das Großkreuz des Dannebrogordens verliehen. Sie war 1960 abermals Delegierte für Minnesota bei der Democratic National Convention. Sie wurde am 28. Mai 1962 zur Außerordentlichen Gesandten und Bevollmächtigten Ministerin in Bulgarien ernannt und übergab dort am 3. August 1962 als Nachfolgerin von Edward Page, Jr. ihr Beglaubigungsschreiben. Sie übte diese Funktion bis zum 6. Dezember 1964 aus und wurde daraufhin von Nathaniel Davis abgelöst.
Eugenie Anderson engagierte sich ferner als Mitglied für verschiedene Organisationen wie Americans for Democratic Action (ADA), League of Women Voters (LWV), Pi Beta Phi sowie American Association of University Women (AAUW). Aus ihrer Ehe mit John Pierce Anderson gingen ein Sohn und eine Tochter hervor. Sie wurde nach ihrem Tode auf dem Burnside Cemetery in Red Wing beigesetzt.